# Talisa Soto
Miriam Soto (Brooklyn, New York, 27 maart 1967), beter bekend als Talisa Soto, is een Amerikaans model en actrice van Puerto Ricaanse afkomst.
Aanvankelijk werkte ze in het leger maar later werd ze model en actrice. Ze was onder andere de bondgirl Lupe Lamora in de James Bondfilm Licence to Kill (1989).
Soto is sinds 13 april 2002 getrouwd met acteur Benjamin Bratt, zij hebben samen twee kinderen. Het stel woont in Los Angeles, Californië. In de jaren 80 had Soto een langdurige relatie met Nick Kamen, met wie zij in Londen en New York samenwoonde en was zij getrouwd met Costas Mandylor van wie zij in 2000 scheidde.

## Filmografie
- Spike of Bensonhurst (1988)
- Licence to Kill (1989)
- Hostage (1992)
- Mortal Kombat (1995)
- Vampirella (1996)
- The Corporate Ladder (1997)
- Mortal Kombat: Annihilation (1997)
- Flight of Fancy (2000)
- Island of the Dead (2000) (tv-film)
- Piñero (2001)
- Ballistic: Ecks vs. Sever (2002)